# Xylopia bemarivensis
Xylopia bemarivensis Diels – gatunek rośliny z rodziny flaszowcowatych (Annonaceae Juss.). Występuje endemicznie na Madagaskarze. 

## Morfologia
PokrójDrzewo lub krzew zrzucające liście, dorastające do 3–8 m wysokości. Młode pędy są owłosione.
LiścieMają kształt od lancetowatego do eliptycznego. Mierzą 8 cm długości oraz 3,5 szerokości. Są owłosione. Nasada liścia jest rozwarta. Wierzchołek jest tępy. Ogonek liściowy jest owłosiony i dorasta do 4–6 cm długości.
KwiatySą pojedyncze. Rozwijają się w kątach pędów. Działki kielicha są owłosione, mają owalnie trójkątny kształt i dorastają do 3–4 mm długości. Płatki mają żółtą barwę. Są i kształcie języków i dorastają do 10–15 mm długości. Są prawie równe, owłosione. Słupków jest 5. Są owłosione, mają cylindryczny kształt i mierzą 1 mm długości.
OwoceZłożone z 3–4 rozłupni. Mają czerwonawą barwę. Osiągają 1,5–3,5 cm długości oraz 1 cm średnicy.

## Biologia i ekologia
Rośnie w suchych lasach, na piaszczystym podłożu.